# Kozinščak
Kozinščak je prigradsko naselje u sastavu grada Dugo Selo. Nalazi se u Zagrebačkoj županiji.
Kozinščak je urbanizirano naselje koje je doslovno utopljeno u sjeveroistočni dio Dugog Sela i smatra se njegovim sastavnim dijelom. Nalazi se na 110 m nadmorske visine. Od središta grada je udaljeno 2 km. 

## Stanovništvo
Kozinščak se prvi puta spominje 1642. godine. Od 1965. godine, širenjem samog Dugog Sela naglo se širi i naseljava i Kozinšćak, prvotno Hrvatima iz livanjskog kraja iz Bosne i Hercegovine, a kasnije iz svih krajeva Hrvatske i Bosne i Hercegovine.

Popisom 2001. godine u Kozinšćaku je živjelo 1.176 stanovnika. Prema popisu stanovništva iz 2001. godine naselje ima 316 kućanstava. 

Prema popisu stanovništva 2011. godine naselje je imalo 1.345 stanovnika.
| broj stanovnika | 131   | 125   | 131   | 178   | 191   | 241   | 221   | 206   | 192   | 172   | 185   | 282   | 464   | 749   | 1176  | 1345  | 1330  |
|                 | 1857. | 1869. | 1880. | 1890. | 1900. | 1910. | 1921. | 1931. | 1948. | 1953. | 1961. | 1971. | 1981. | 1991. | 2001. | 2011. | 2021. |